# Dendrochilum erectilabium
Dendrochilum erectilabium är en orkidéart som beskrevs av Henrik Aerenlund Pedersen. Dendrochilum erectilabium ingår i släktet Dendrochilum och familjen orkidéer.
Artens utbredningsområde är Sulawesi. Inga underarter finns listade i Catalogue of Life.